# Steineridrilus cirolanae
Steineridrilus cirolanae är en ringmaskart som beskrevs av Fuehr 1971. Steineridrilus cirolanae ingår i släktet Steineridrilus och familjen Histriobdellidae. Inga underarter finns listade i Catalogue of Life.